# チリワイン
チリワインとは、南アメリカに位置するチリの国内で製造されるワインを指す。 近年、その品質や価格の手軽さから、ヨーロッパなど世界中の愛好家から注目され、人気の出ているワインの一つである。

## 歴史
チリワインの歴史は比較的新しく、19世紀にフランスのブドウ栽培が害虫（フィロキセラ）によって大きな被害を受けた際（19世紀フランスのフィロキセラ禍）、遠く離れたチリにおいて、純粋なフランスの苗木が守られたことに始まる。以降、フランスなどからブドウ栽培を求めて移住し、チリにはフランス風の豪華なシャトーが今でも残る。また、チリが、ワイン主要生産国の一つであるスペインの植民地であったことも、チリにワイン文化を根付かせるようになった。
アウグスト・ピノチェト時代には低く抑えられた賃金による農業セクターの拡大によりブドウ産業が拡大し、ワインの輸出が本格化した。
最初は、アメリカ合衆国でボルドーワインの風味が味わえるコストパフォーマンスの高いワインとして人気となり、やがて日本も輸出先の一つとなった。

## ブドウ栽培と地理
チリは地中海性気候であり、かつフンボルト海流の影響で涼しい海風が吹き、同じ地中海性気候であるヨーロッパの地中海地方に比べ涼しい。また、国土の東側に連なるアンデス山脈の雪解け水も、栽培に豊かな恵みをもたらしている。
また、チリはヨーロッパに比べて一年を通して日照時間が長く、太陽の光を十分浴びて育っていることも大きな魅力である。（イギリスの研究機関が、ワイン及びブドウに含まれるポリフェノールが一番多く含まれるのがチリワインだという研究結果を出しており、これは、日照時間の長さに関係があるとされている。）
主な産地はチリ海岸山脈とアンデス山脈に挟まれた、南北に細長い「チリ中央峡谷」で、サンティアゴ地区のマイポヴァレー（Valle del Maipo）、中部のラベルヴァレー（Valle del Rapel）、南部のクリコヴァレー、マウレヴァレーなどがある。

## 日本での輸入増加
チリワインは日本国内でも、輸入時に関税がかからない、チリの人件費が欧州に比べて安い、恵まれた気候条件によるブドウの質の高さなどから、コストパフォーマンスの良いワインとして親しまれている。
2007年9月に締結された日本・チリ経済連携協定により、12年間で段階的に関税が削減され、2019年4月には完全撤廃となった。このことは日本がチリワインの輸入量を大きく増加させるきっかけとなった。2016年には、国内輸入量がフランスワインを上回り第1位となった。
ただし、2019年2月に発効した日本・EU経済連携協定により、欧州産ワインの関税が撤廃されたことから、2019年のチリワインの輸入量は前年比で減少に転じた。また2020年1月に発効した日米貿易協定により、今後は米国産ワインの関税も撤廃される方針となっている。

## 主な栽培品種
赤ワインでは、カベルネ・ソーヴィニョン、メルローやカルメネール、白ワインでは、シャルドネーやセミヨンなど、19世紀にフランスの苗木が残ったこともあり、フランス系の品種が中心である。特にカルメネールに関しては前述の通りにフランスの苗木が残っている為、土着品種とも呼べる。

## 参考資料
- テレビ番組「地球に好奇心」（1999年） 、NHK（日本放送協会）
- ワインコンパニオン 日本で飲める輸入ワイン2500本全データ、ArtData